# Liste der Senatoren der Vereinigten Staaten aus Maine
Die Liste der Senatoren der Vereinigten Staaten aus Maine führt alle Personen auf, die jemals für diesen Bundesstaat dem US-Senat angehört haben, nach den Senatsklassen sortiert. Dabei zeigt eine Klasse, wann dieser Senator wiedergewählt wird. Die Wahlen der Senatoren der class 1 fanden im Jahr 2024 statt, die Senatoren der class 2 wurden zuletzt im November 2020 wiedergewählt.

## Klasse 1

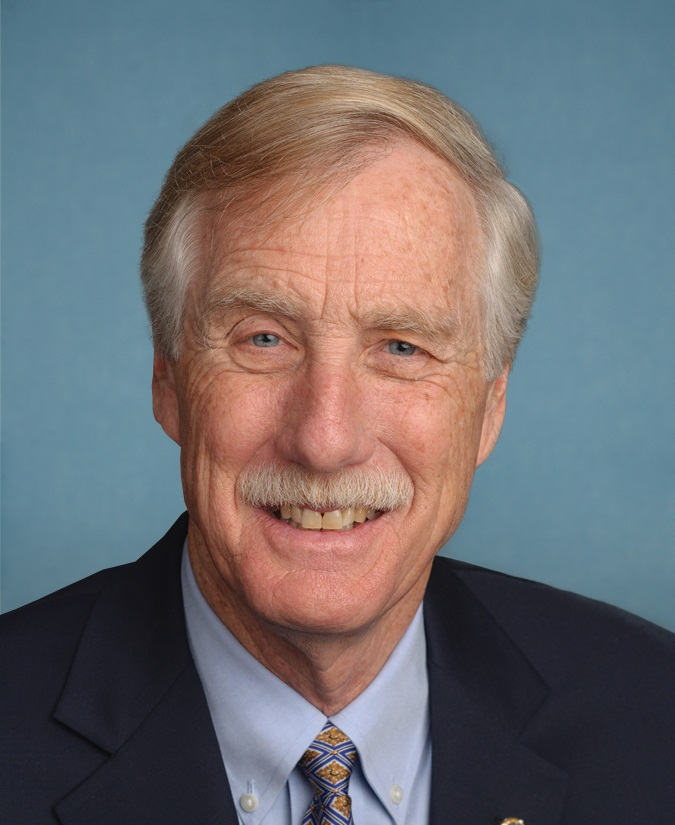
Angus King

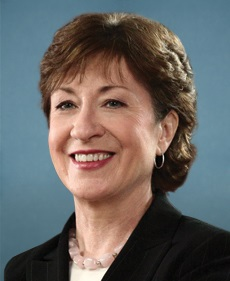
Susan Collins

Maine ist seit dem 15. März 1820 US-Bundesstaat und hatte bis heute 18 Senatoren der class 1 im Kongress, von denen einer, John Holmes, zwei, und einer, Hannibal Hamlin, drei nicht unmittelbar aufeinanderfolgende Amtszeiten absolvierten.
| Name                        | Amtszeit  | Partei                | Lebensdaten                        |
| --------------------------- | --------- | --------------------- | ---------------------------------- |
| John Holmes                 | 1820–1827 | Democratic Republican | 14. März 1773–7. Juli 1843         |
| Albion Keith Parris         | 1827–1828 | Democratic Republican | 19. Januar 1788–11. Februar 1857   |
| John Holmes                 | 1829–1833 | Nationalrepublikaner  | 14. März 1773–7. Juli 1843         |
| Ether Shepley               | 1833–1836 | Demokrat              | 2. November 1789–15. Januar 1877   |
| Judah Dana                  | 1836–1837 | Demokrat              | 25. April 1772–27. Dezember 1845   |
| Reuel Williams              | 1837–1843 | Demokrat              | 2. Juni 1783–25. Juli 1862         |
| John Fairfield              | 1843–1847 | Demokrat              | 30. Januar 1797–24. Dezember 1847  |
| Wyman Bradbury Seavy Moor   | 1848      | Demokrat              | 11. November 1811–10. März 1869    |
| Hannibal Hamlin1            | 1848–1857 | Demokrat/Republikaner | 27. August 1809–4. Juli 1891       |
| Amos Nourse                 | 1857      | Republikaner          | 17. Dezember 1794–7. April 1877    |
| Hannibal Hamlin             | 1857–1861 | Republikaner          | 27. August 1809–4. Juli 1891       |
| Lot Myrick Morrill          | 1861–1869 | Republikaner          | 13. Mai 1813–10. Januar 1883       |
| Hannibal Hamlin             | 1869–1881 | Republikaner          | 27. August 1809–4. Juli 1891       |
| Eugene Hale                 | 1881–1911 | Republikaner          | 6. Juni 1836–27. Oktober 1918      |
| Charles Fletcher Johnson    | 1911–1917 | Demokrat              | 14. Februar 1859–15. Februar 1930  |
| Frederick Hale              | 1917–1941 | Republikaner          | 7. Oktober 1874–28. September 1963 |
| Ralph Owen Brewster         | 1941–1952 | Republikaner          | 22. Februar 1888–25. Dezember 1961 |
| Frederick George Payne      | 1952–1959 | Republikaner          | 24. Juli 1904–15. Juni 1978        |
| Edmund Sixtus Muskie        | 1959–1980 | Demokrat              | 28. März 1914–26. März 1996        |
| George John Mitchell        | 1980–1995 | Demokrat              | * 20. August 1933                  |
| Olympia Jean Bouchles Snowe | 1995–2013 | Republikaner          | * 21. Februar 1947                 |
| Angus Stanley King          | seit 2013 | Unabhängig            | * 31. März 1944                    |

1Hamlin verließ 1856 die Demokratische Partei.

## Klasse 2
Maine stellte bis heute 19 Senatoren der class 2, von denen einer, William Fessenden, zwei nicht unmittelbar aufeinander folgende Amtszeiten absolvierte.
| Name                    | Amtszeit  | Partei                | Lebensdaten                        |
| ----------------------- | --------- | --------------------- | ---------------------------------- |
| John Chandler           | 1820–1829 | Democratic Republican | 1. Februar 1762–25. September 1841 |
| Peleg Sprague           | 1829–1835 | Nationalrepublikaner  | 27. April 1793–13. Oktober 1880    |
| John Ruggles            | 1835–1841 | Demokrat              | 8. Oktober 1789–20. Juni 1874      |
| George Evans            | 1841–1847 | Whig                  | 12. Januar 1797–6. April 1867      |
| James Ware Bradbury     | 1847–1853 | Demokrat              | 10. Juni 1802–6. Januar 1901       |
| William Pitt Fessenden2 | 1854–1864 | Whig/Republikaner     | 16. Oktober 1806–8. September 1869 |
| Nathan Allen Farwell    | 1864–1865 | Republikaner          | 24. Februar 1812–9. Dezember 1893  |
| William Pitt Fessenden  | 1865–1869 | Republikaner          | 16. Oktober 1806–8. September 1869 |
| Lot Myrick Morrill      | 1869–1876 | Republikaner          | 13. Mai 1813–10. Januar 1883       |
| James Gillespie Blaine  | 1876–1881 | Republikaner          | 31. Januar 1830–27. Januar 1893    |
| William Pierce Frye     | 1881–1911 | Republikaner          | 2. September 1830–8. August 1911   |
| Obadiah Gardner         | 1911–1913 | Demokrat              | 13. September 1852–24. Juli 1938   |
| Edwin Chick Burleigh    | 1913–1916 | Republikaner          | 27. November 1843–16. Juni 1916    |
| Bert Manfred Fernald    | 1916–1926 | Republikaner          | 3. April 1858–23. August 1926      |
| Arthur Robinson Gould   | 1926–1931 | Republikaner          | 16. März 1857–24. Juli 1946        |
| Wallace Humphrey White  | 1931–1949 | Republikaner          | 6. August 1877–31. März 1952       |
| Margaret Chase Smith    | 1949–1973 | Republikaner          | 14. Dezember 1897–29. Mai 1995     |
| William Dodd Hathaway   | 1973–1979 | Demokrat              | 21. Februar 1924–24. Juni 2013     |
| William Sebastian Cohen | 1979–1997 | Republikaner          | * 28. August 1940                  |
| Susan Margaret Collins  | seit 1997 | Republikaner          | * 7. Dezember 1952                 |

2Fessenden gehörte ab 1857 der Republikanischen Partei an.